# August Toucher
August Toucher (23. juni 1846 i København – 11. juni 1874) var en dansk xylograf og socialist, søn af Louis Toucher.
Toucher var som sin far et virksomt medlem af Internationale og skribent i Socialisten. Han var ungdommens agitatoriske repræsentant i den første arbejderbevægelses ledelse. Hans artikler bærer vidnesbyrd om et moderne petitjournalistisk talent. Faderen lod efter hans tidlige bortgang genoptrykke et udvalg af sønnens artikler som føljetoner i Arbejdervennen (11. juli 1875)
I 1921 udgav socialdemokraten Peder Nørgaard bogen August Toucher. Et Levnedsløb.